# Slavoška
Slavoška es un municipio del distrito de Rožňava en la región de Košice, Eslovaquia, con una población estimada a final del año 2024 de 139 habitantes.
Se encuentra ubicado al oeste de la región, en la cuenca hidrográfica del río Hernád, y cerca de la frontera con la región de Banská Bystrica y Hungría.

## Demografía
| Año        | 1994 | 2004    | 2014    | 2024    |
| ---------- | ---- | ------- | ------- | ------- |
| Población  | 130  | 123     | 132     | 139     |
| Diferencia |      | −5,38 % | +7,31 % | +5,30 % |

| Año        | 2023 | 2024    |
| ---------- | ---- | ------- |
| Población  | 135  | 139     |
| Diferencia |      | +2,96 % |